# リーガル&ジェネラル
リーガル&ジェネラル（英: Legal & General、L&G）は、イギリス・ロンドンに本社を置き、生命保険を中心に資産運用や年金・貯蓄・再保険などを扱う金融サービス企業。世界15カ国以上で事業を展開し、日本では資産運用部門の「リーガル・アンド・ジェネラル・インベストメント・マネジメント・ジャパン株式会社」が事業を行っている。持株会社リーガル&ジェネラル・グループ（Legal & General Group plc）として、ロンドン証券取引所に上場している（LSE: LGEN）。

## 沿革
L&Gは1836年6月、Sergeant John Adamsと5人の弁護士が、シティ・オブ・ロンドンのチャンスリー・レーンのコーヒーショップで始めたNew Law Life Assurance Societyに由来する。Legal & General Life Assurance Societyと名称を変更するが、長くシティ・オブ・ロンドンに集う法曹関係者に対象を限定してサービスを行っていた。1889年に初の支店をマンチェスターに開設、1920年代にイギリスで自動車と航空機の利用が始まったのに対応した保険商品を発売し、1930年代にアメリカのメットライフから年金運用部門を買収した。1940年代に第二次世界大戦の被害を避ける目的で、本部機能を一時ロンドン南郊のKingswoodに移転していた（登記上の本店はロンドン中心部に維持）。
1970年に資産運用部門がスタート（のちに、リーガル&ジェネラル・インベストメント・マネジメント（Legal & General Investment Management、LGIMと改称）、1979年にロンドン証券取引所に上場した。1980年代にアメリカのGEICOの子会社であるGovernment Employees Life Insurance CompanyとWilliam Penn Life Insurance Companyの2つの保険会社を相次いで買収し、アメリカ事業を強化した。ロゴはシティ・オブ・ロンドンの門であったTemple Barを長らく使用していたが、1984年に現在の傘のロゴに変更されている（1991年から1994年まで、ITVの天気予報のスポンサー企業であった）。2009年にインドのIndiaFirst Life Insurance Companyとのジョイント事業を開始している。

## 日本におけるリーガル&ジェネラル
2015年9月、資産運用を扱うLGIMは、明治安田生命との業務提携を発表した。2017年、LGIMの日本法人「リーガル・アンド・ジェネラル・インベストメント・マネジメント・ジャパン株式会社」が、東京（虎ノ門）に設立された。